# Yukio Tsuda
Yukio Tsuda (15. august 1917 - 17. april 1979) var en japansk fodboldspiller.

## Japans fodboldlandshold
| Japans landshold | Japans landshold | Japans landshold |
| År               | Kmp              | Mål              |
| ---------------- | ---------------- | ---------------- |
| 1940             | 1                | 0                |
| 1941             | 0                | 0                |
| 1942             | 0                | 0                |
| 1943             | 0                | 0                |
| 1944             | 0                | 0                |
| 1945             | 0                | 0                |
| 1946             | 0                | 0                |
| 1947             | 0                | 0                |
| 1948             | 0                | 0                |
| 1949             | 0                | 0                |
| 1950             | 0                | 0                |
| 1951             | 3                | 0                |
| Total            | 4                | 0                |